# Municipio de Walker (Illinois)
El municipio de Walker (en inglés: Walker Township) es un municipio ubicado en el condado de Hancock en el estado estadounidense de Illinois. En el año 2010 tenía una población de 333 habitantes y una densidad poblacional de 3,37 personas por km².

## Geografía
El municipio de Walker se encuentra ubicado en las coordenadas 40°14′37″N 91°18′46″O / 40.24361, -91.31278. Según la Oficina del Censo de los Estados Unidos, el municipio tiene una superficie total de 98.77 km², de la cual 98,39 km² corresponden a tierra firme y (0,39 %) 0,38 km² es agua.

## Demografía
Según el censo de 2010, había 333 personas residiendo en el municipio de Walker. La densidad de población era de 3,37 hab./km². De los 333 habitantes, el municipio de Walker estaba compuesto por el 99,7 % blancos, el 0,3 % eran afroamericanos. Del total de la población el 1,2 % eran hispanos o latinos de cualquier raza.